# Peneleos
Peneleos (Oudgrieks: Πηνέλεως; Latijn: Peneleus) was een Boeotische held in de Griekse mythologie. Hij komt zowel voor in de mythe van Jason en het Gulden vlies, waarin hij een van de Argonauten was, als in de Ilias van Homerus. 
In de Ilias is Peneleos een Griekse held. In de Trojaanse Oorlog doodt hij Ilioneus en Lycon, alvorens hij zelf wordt gedood door Polydamas. Hij was waarschijnlijk ook een van de helden die in het houten paard zaten. 
Peneleos wordt verder door Apollodorus genoemd als een van de vrijers annex huwelijkskandidaten van Helena van Troje.